# Villa Aurelia-Pasetti
Villa Aurelia-Pasetti è uno storico edificio di San Michele in Bosco, frazione di Marcaria, in provincia di Mantova.

## Storia e descrizione
La villa venne edificata nel XVII secolo su terreni di proprietà vescovile di Mantova, divenendo luogo di villeggiatura della Curia.
Verso la fine dell'Ottocento venne frequentata da mons. Giuseppe Sarto, vescovo di Mantova dal 1884 al 1893, divenuto  papa Pio X nel 1903. L'edificio subì un importante restauro nel 1945, diventando dimora gentilizia barocca con parco.
Nel 1940 la villa venne acquistata dalla famiglia Pasetti, che provvide al suo restauro. Nel 1974 divenne proprietà della alla Curia di Bologna.
Dal 2000 è divenuta una Residenza Sanitaria Assistenziale.